# Ɛ̀
Cette page contient des caractères spéciaux ou non latins. S’ils s’affichent mal (▯, ?, etc.), consultez la page d’aide Unicode.
Ɛ̀ (minuscule : ɛ̀), ou epsilon accent grave, est un graphème utilisé dans les alphabets. Il s’agit de la lettre epsilon diacritée d'un accent grave.

## Utilisation
Dans plusieurs langues tonales, ‹ ɛ̀ › représente un e ouvert avec un ton bas. Il ne s’agit d’une lettre à part entière, et elle placée avec l’epsilon sans accent ou avec une autre accent dans l’ordre alphabétique.
Il est recommandé pour certaines langues camerounaises selon l’Alphabet général des langues camerounaises.

## Représentations informatiques
L’epsilon accent grave peut être représenté avec les caractères Unicode suivants (latin étendu B, Alphabet phonétique international, diacritiques),, :
| formes    | représentations | chaînes de caractères | points de code | descriptions                                              |
| --------- | --------------- | --------------------- | -------------- | --------------------------------------------------------- |
| capitale  | Ɛ̀               | Ɛ◌̀                    | U+0190 U+0300  | lettre majuscule latine e ouvert diacritique accent grave |
| minuscule | ɛ̀               | ɛ◌̀                    | U+025B U+0300  | lettre minuscule latine epsilon diacritique accent grave  |